# Long John Baldry
Pour les articles homonymes, voir Baldry.
Long John Baldry est un chanteur de blues et doubleur britannique né le 12 janvier 1941 au Royaume-Uni et décédé le 21 juillet 2005  à Vancouver (Canada). Bien que n'ayant pas rencontré le succès commercial de façon durable au cours de sa carrière musicale, Long John Baldry a eu une influence importante sur les futures grandes stars de la musique britannique des années 1960 en jouant notamment avec Alexis Korner's Blues Incorporated puis dans le Cyril Davies All Stars. À partir des années 1980, il devient également une voix de dessins animés et de films d'animation.

## Biographie
Certaines sources donnent East Maddon-Doveshire comme son lieu de naissance. Surnommé « Long » John en raison de sa taille, Baldry tourne avec Ramblin' Jack Elliott de 1957 à 1961, avant de rejoindre le Blues Incorporated d'Alexis Korner en 1962, puis le groupe de chicago blues de Cyril Davies. Il forme ensuite son propre groupe, les Hoochie Coochie Men, plus orienté rhythm and blues. Il travaille brièvement avec Brian Auger (1965), et obtient plus tard plusieurs succès en tant qu'artiste solo avec des ballades. Baldry revient au blues-rock avec It Ain’t Easy (1971).
Il relance sa carrière au Canada et obtient la citoyenneté canadienne. Il meurt à Vancouver à 64 ans, d'une infection respiratoire.

## Filmographie
- 1964 : Around the Beatles (TV)
- 1971 : Up the Chastity Belt : Little John
- 1985 : Ewoks (série télévisée) : Additional Voices (1985-) (voix)
- 1989 : Dragon Quest (série télévisée) : (US version)
- 1989 : Captain N (Captain N: The Game Master) (série télévisée) : Additional Voices (voix)
- 1990 : Angel Square : Voice
- 1990 : Captain N & the Adventures of Super Mario Bros. 3 (série télévisée) : Additional Voices (voix)
- 1991 : Nilus the Sandman (série télévisée) : Nilus (voix)
- 1992 : Conan l'Aventurier ("Conan: The Adventurer") (série télévisée) : Wrath-Amon (voix)
- 1993 : Les Aventures de Sonic (série télévisée) : Dr. Robotnik (voix)
- 1993 : Hurricanes (série télévisée) (voix)
- 1993 : Madeline (série télévisée) : Additional Voices (voix)
- 1994 : ReBoot (série télévisée) : Captain Capacitor (1994, 1997-1998) / Old Man Pearson (1994-1996, 1997) (voix)
- 1996 : Sonic Christmas Blast! (TV) : Dr. Ivo Robotnik
- 1999 : Sabrina the Animated Series (série télévisée) : Additional Voices (voix)
- 2002 : Toad Patrol (série télévisée) : Mistle Toad (voix)
- 2002 : The New Beachcombers (TV) : JJ's Jugband
- 2002 : La Reine des neiges (Snow Queen) (TV) : Rutger the Reindeer (voix)
- 2003 : Ben Hur (TV) : Balthazar (voix)